# Embargo
Pour les articles homonymes, voir Embargo (homonymie).
Ne doit pas être confondu avec Boycott.

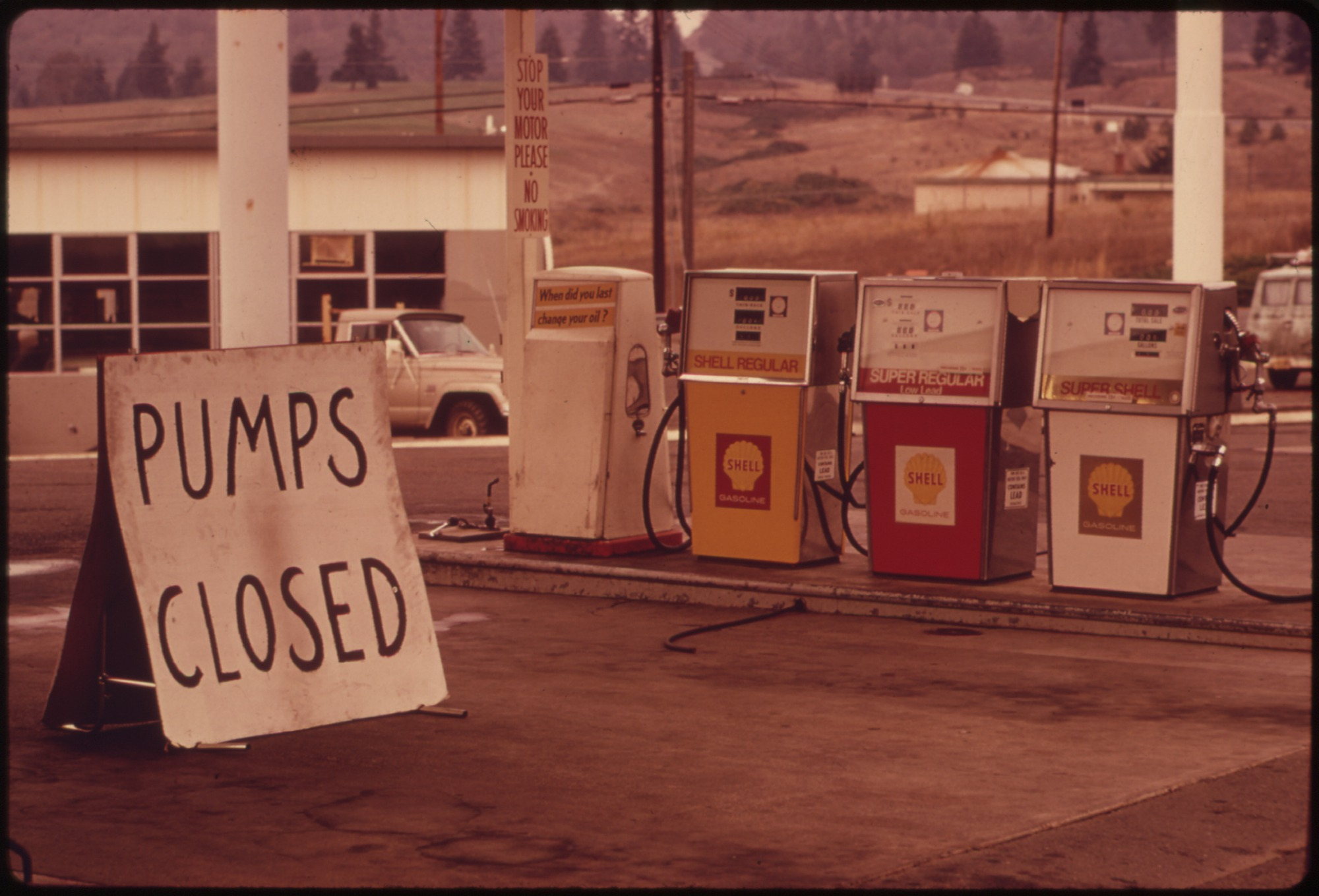
Pompes à essence fermées aux États-Unis (1973) à la suite du premier choc pétrolier.

« Embargo » (de l'espagnol embargar qui signifie « embarrasser », « placer sous séquestre ») est un terme qui peut être employé pour désigner plusieurs situations :
- interdiction aux navires marchands de sortir d'un port ;
- mesure administrative ou militaire visant à empêcher la libre circulation d'une marchandise ou d'un objet.

## Histoire
Woodrow Wilson a théorisé l'embargo comme une alternative à la guerre militaire armée. Toutefois, un embargo crée une insécurité juridique.
Certains organismes de l'ONU critiquent les conséquences désastreuses des embargos votés par le Conseil de sécurité.
Pour Boutros Ghali dans le programme Agenda pour la paix considère que les sanctions prévues par la Charte ne doivent pas punir un État mais infléchir le comportement de celui qui menace la paix et la sécurité internationales.

## Embargo économique à des fins politiques
Sur les plans économique et politique, l'embargo est une mesure coercitive qui s'appuie sur des moyens diplomatiques, judiciaires et militaires. L'État qui en est victime peut se trouver alors dans une situation de pénurie. Un exemple emblématique est l'embargo des États-Unis contre Cuba décrété en 1962 et est toujours d'actualité avec l'application de la loi Helms-Burton par le gouvernement américain. En 1964, les États-Unis, au début de leur intervention au Vietnam, décrètent un embargo commercial contre Hanoi. Il sera généralisé à tout le pays à partir de 1975, et levé en 1994.
En 1977, le conseil de sécurité des Nations unies vote un embargo sur les ventes d'armes à l'Afrique du Sud, qui mène alors des interventions militaires en Angola. L'effet de cette mesure encourage plusieurs États, en 1984, à décréter un embargo économique et financier contre le pays pour mettre un terme à la répression et à sa politique d'apartheid. Cette décision contribua à la remise en cause du régime, qui dut engager des pourparlers avec les organisations noires avant de libérer Nelson Mandela en février 1990 et d'abolir l'apartheid.
La sanction de l'embargo ne se traduit pas toujours par une évolution positive de la situation. L'embargo économique et militaire décidé par l'ONU à l'encontre de l'Irak, qui avait envahi le Koweït en 1990, a duré douze ans, provoquant des conséquences catastrophiques sur la santé des populations et les droits de l'homme. Les associations qui ont apporté une aide humanitaire à l'Irak ont dû se placer dans une situation de « désobéissance civile internationale ».
De plus, les intérêts économiques des États et des grandes entreprises sont parfois contradictoires avec cette mesure. Après la répression des manifestations de la place Tian'anmen en 1989, les États-Unis et le Conseil de la Communauté économique européenne ont décidé d'un embargo sur les ventes d'armes à la République populaire de Chine. Plusieurs rapports montrent que cet embargo a été contourné et certains États de l'Union européenne envisageraient de l'annuler.
UNSCAR (Mécanisme de financement des Nations unies en soutien à la coopération en matière de réglementation sur les armes) a contracté le Groupe de Recherche et d'Information sur la Paix pour conduire un projet qui vise à prévenir les trafics illicites d’armes et de munitions vers des pays et des acteurs non étatiques sous embargos en Afrique subsaharienne. L’objectif est de promouvoir le respect des régimes d’embargo sur les armes des Nations unies et ainsi accroitre leur efficacité dans la lutte contre la prolifération déstabilisatrice d’armes et leur détournement vers des utilisateurs et utilisations non souhaités.

## Embargo sur les armements
| Organisation dictant l'embargo | Date de promulgation | Pays ou organisation cible                              |
| ------------------------------ | -------------------- | ------------------------------------------------------- |
| ONU                            | 6 août 1990          | Irak (FNG depuis 2004)                                  |
| ONU                            | 23 janvier 1992      | Somalie                                                 |
| ONU                            | 19 novembre 1992     | Liberia (FNG depuis 2009)                               |
| ONU                            | 16 janvier 2002      | Al-Qaïda, organisations et individus associés, Talibans |
| ONU                            | 28 juillet 2003      | RDC (FNG)                                               |
| ONU                            | 30 juillet 2004      | Soudan (région du Darfour)                              |
| ONU                            | 15 novembre 2004     | Côte d'Ivoire                                           |
| ONU                            | 11 août 2006         | Liban (FNG)                                             |
| ONU                            | 14 octobre 2006      | Corée du Nord                                           |
| ONU                            | 23 décembre 2006     | Iran                                                    |
| ONU                            | 26 février 2011      | Libye                                                   |
| UE                             | 27 juin 1989         | Chine                                                   |
| UE                             | 4 août 1990          | Irak (FNG depuis 2004)                                  |
| UE                             | 29 juillet 1991      | Birmanie                                                |
| UE                             | 28 février 1992      | Azerbaïdjan                                             |
| UE                             | 7 avril 1993         | RDC (FNG depuis 2003)                                   |
| UE                             | 15 mars 1994         | Soudan                                                  |
| UE                             | 7 mai 2001           | Liberia                                                 |
| UE                             | 18 février 2002      | Zimbabwe                                                |
| UE                             | 27 mai 2002          | Al-Qaïda, Talibans, Oussama ben Laden                   |
| UE                             | 10 décembre 2002     | Somalie                                                 |
| UE                             | 15 novembre 2004     | Côte d'Ivoire                                           |
| UE                             | 15 septembre 2006    | Liban (FNG)                                             |
| UE                             | 22 novembre 2006     | Corée du Nord                                           |
| UE                             | 23 avril 2007        | Iran                                                    |
| UE                             | 27 octobre 2009      | Guinée                                                  |
| UE                             | 1er mars 2010        | Érythrée                                                |
| UE                             | 28 février 2011      | Libye                                                   |
| UE                             | 9 mai 2011           | Syrie                                                   |
| UE                             | 20 juin 2011         | Biélorussie                                             |
| UE                             | 18 juillet 2011      | Soudan du Sud                                           |
| Ligue arabe                    | 3 décembre 2011      | Syrie                                                   |

Acronymes : FNG désigne des forces non-gouvernementales, ONU désigne l'Organisation des Nations unies, UE désigne l'Union européenne, RDC désigne la République démocratique du Congo.

## Terme proche
- Blocus (voir par exemple blocus continental)
- Embargo alimentaire russe de 2014
- Embargo contre le Soudan
- Embargo des États-Unis contre Cuba
- Embargo sur les armes contre la Chine
- Embargo sur les armes contre le Soudan du Sud
- Sanctions contre l'Iran
- Sanctions contre l'Irak
- Sanction internationale